# Własna
Własna – wieś w Polsce położona w województwie śląskim, w powiecie częstochowskim, w gminie Starcza.
Wieś znajdowała się na obszarze parafii w Koziegłowach, a 11 listopada 1785 r. włączono ją do parafii w Poczesnej.
Miejscowość leży w Częstochowskim Obszarze Rudonośnym. W rejonie wsi w XVII wieku znajdowała się Kuźnica Szwankowska.
W latach 1975–1998 miejscowość administracyjnie należała do województwa częstochowskiego.